# کراشنگوو
کراشنگوو (به لهستانی:  Kraśniów) یک روستا در لهستان است که در گمینا اوپاتوویتس واقع شده‌است.